# ديمون جاكسون
ديمون جاكسون (بالإنجليزية: Damon Jackson) هو فنان قتال مختلط أمريكي، ولد في 8 أغسطس 1988 في ديورانت في الولايات المتحدة.

## وصلات خارجية
- ديمون جاكسون على موقع يو إف سي (الإنجليزية)
- ديمون جاكسون على موقع بيلاتور (الإنجليزية)
- ديمون جاكسون على موقع شيردوغ (الإنجليزية)
- ديمون جاكسون على موقع IMDb (الإنجليزية)